# Isotopen van flerovium
Het chemisch element flerovium (Fl), een atoommassa van ongeveer 289 u, bezit geen stabiele isotopen en wordt dus geclassificeerd als radioactief element. De 5 radio-isotopen zijn onstabiel en hebben een relatief korte halveringstijd (de meeste minder dan een seconde).
In de natuur komt geen flerovium voor: alle isotopen zijn synthetisch bereid in een laboratorium. De eerste synthetische isotoop was 289Fl, in 1999.
De kortstlevende isotoop van flerovium is 285Fl, met een halfwaardetijd van ongeveer 125 milliseconden. De langstlevende is 289Fl, met een halfwaardetijd van 2,6 seconden.

## Overzicht
| Nuclide | Z (p)             | N (n)             | Isotopische massa (u) | Halveringstijd | Radioactief verval                                                                 | Kernspin |
| Nuclide | Excitatie-energie | Excitatie-energie | Excitatie-energie     | Halveringstijd | Radioactief verval                                                                 | Kernspin |
| ------- | ----------------- | ----------------- | --------------------- | -------------- | ---------------------------------------------------------------------------------- | -------- |
| 285Fl   | 114               | 171               | 285,18370(111)        | 125 ms         | {\displaystyle {\ce {{^{285}_{114}Fl}->{^{281}_{112}Cn}+\,_{2}^{4}\alpha }}}       | 3/2+     |
| 286Fl   | 114               | 172               | 286,18386(83)         | 130 ms         | SS (60%)                                                                           | 0+       |
| 286Fl   | 114               | 172               | 286,18386(83)         | 130 ms         | {\displaystyle {\ce {{^{286}_{114}Fl}->{^{282}_{112}Cn}+\,_{2}^{4}\alpha }}} (40%) | 0+       |
| 287Fl   | 114               | 173               | 287,18560(83)         | 510 ms         | {\displaystyle {\ce {{^{287}_{114}Fl}->{^{283}_{112}Cn}+\,_{2}^{4}\alpha }}}       |          |
| 287mFl  |                   |                   |                       | 5,5 s          | {\displaystyle {\ce {{^{287m}_{114}Fl}->{^{283}_{112}Cn}+\,_{2}^{4}\alpha }}}      |          |
| 288Fl   | 114               | 174               | 288,18569(91)         | 0,8 s          | {\displaystyle {\ce {{^{288}_{114}Fl}->{^{284}_{112}Cn}+\,_{2}^{4}\alpha }}}       | 0+       |
| 289Fl   | 114               | 175               | 289,18728(79)         | 2,6 s          | {\displaystyle {\ce {{^{289}_{114}Fl}->{^{285}_{112}Cn}+\,_{2}^{4}\alpha }}}       | 5/2+     |
| 289mFl  |                   |                   |                       | 1,1 min        | {\displaystyle {\ce {{^{289m}_{114}Fl}->{^{285}_{112}Cn}+\,_{2}^{4}\alpha }}}      |          |

## Overzicht van isotopen per element
|             | 1           |             |                                              |                                              |                                              |                                              |                                              |                                              |                                              |                                              |                                              |                                              |    |    |    |    |    | 18 |
| 1           | H           | 2           | Periodiek systeem                            | Periodiek systeem                            | Periodiek systeem                            | Periodiek systeem                            | Periodiek systeem                            | Periodiek systeem                            | Periodiek systeem                            | Periodiek systeem                            | Periodiek systeem                            | Periodiek systeem                            | 13 | 14 | 15 | 16 | 17 | He |
| 2           | Li          | Be          | De links verwijzen naar isotopen per element | De links verwijzen naar isotopen per element | De links verwijzen naar isotopen per element | De links verwijzen naar isotopen per element | De links verwijzen naar isotopen per element | De links verwijzen naar isotopen per element | De links verwijzen naar isotopen per element | De links verwijzen naar isotopen per element | De links verwijzen naar isotopen per element | De links verwijzen naar isotopen per element | B  | C  | N  | O  | F  | Ne |
| 3           | Na          | Mg          | 3                                            | 4                                            | 5                                            | 6                                            | 7                                            | 8                                            | 9                                            | 10                                           | 11                                           | 12                                           | Al | Si | P  | S  | Cl | Ar |
| 4           | K           | Ca          | Sc                                           | Ti                                           | V                                            | Cr                                           | Mn                                           | Fe                                           | Co                                           | Ni                                           | Cu                                           | Zn                                           | Ga | Ge | As | Se | Br | Kr |
| 5           | Rb          | Sr          | Y                                            | Zr                                           | Nb                                           | Mo                                           | Tc                                           | Ru                                           | Rh                                           | Pd                                           | Ag                                           | Cd                                           | In | Sn | Sb | Te | I  | Xe |
| 6           | Cs          | Ba          | ↓                                            | Hf                                           | Ta                                           | W                                            | Re                                           | Os                                           | Ir                                           | Pt                                           | Au                                           | Hg                                           | Tl | Pb | Bi | Po | At | Rn |
| 7           | Fr          | Ra          | ↓↓                                           | Rf                                           | Db                                           | Sg                                           | Bh                                           | Hs                                           | Mt                                           | Ds                                           | Rg                                           | Cn                                           | Nh | Fl | Mc | Lv | Ts | Og |
|             |             |             |                                              |                                              |                                              |                                              |                                              |                                              |                                              |                                              |                                              |                                              |    |    |    |    |    |    |
| Lanthaniden | Lanthaniden | Lanthaniden | La                                           | Ce                                           | Pr                                           | Nd                                           | Pm                                           | Sm                                           | Eu                                           | Gd                                           | Tb                                           | Dy                                           | Ho | Er | Tm | Yb | Lu |    |
| Actiniden   | Actiniden   | Actiniden   | Ac                                           | Th                                           | Pa                                           | U                                            | Np                                           | Pu                                           | Am                                           | Cm                                           | Bk                                           | Cf                                           | Es | Fm | Md | No | Lr |    |

284Fl · 285Fl · 286Fl · 287Fl · 287mFl · 288Fl · 289Fl · 289mFl